# Naturismo na Alemanha
O naturismo é um movimento cultural e social que pratica, promove e defende a nudez social, tanto em público quanto em privado. É particularmente popular na Alemanha, onde é conhecido pelo nome de Freikörperkultur (FKK). O FKK promove um estilo de vida baseado no nudismo pessoal, familiar e/ou social, em ambientes "ao ar livre". O naturismo surgiu do movimento alemão Lebensreform e do movimento juvenil Wandervogel de 1896, e foi adotado em muitos países europeus vizinhos, tendo sido levado pela diáspora alemã para a América do Norte e outros continentes.
Em 1974, a Federação Naturista Internacional (INF) definiu o naturismo como:

Naturismo é um estilo de vida em harmonia com a natureza, expresso por meio da nudez pessoal e social, e caracterizado pelo respeito próprio por pessoas com opiniões diferentes e pelo meio ambiente.

## História

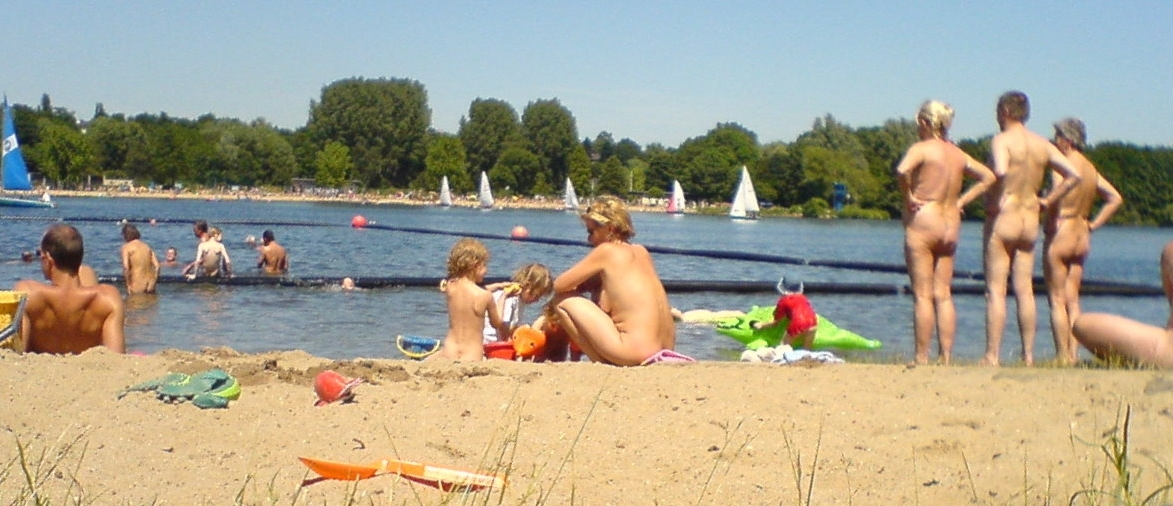
Área de recreação pública comunitária de FKK no Lago Unterbach; Strandbad Süd, Düsseldorf-Unterbach, Alemanha

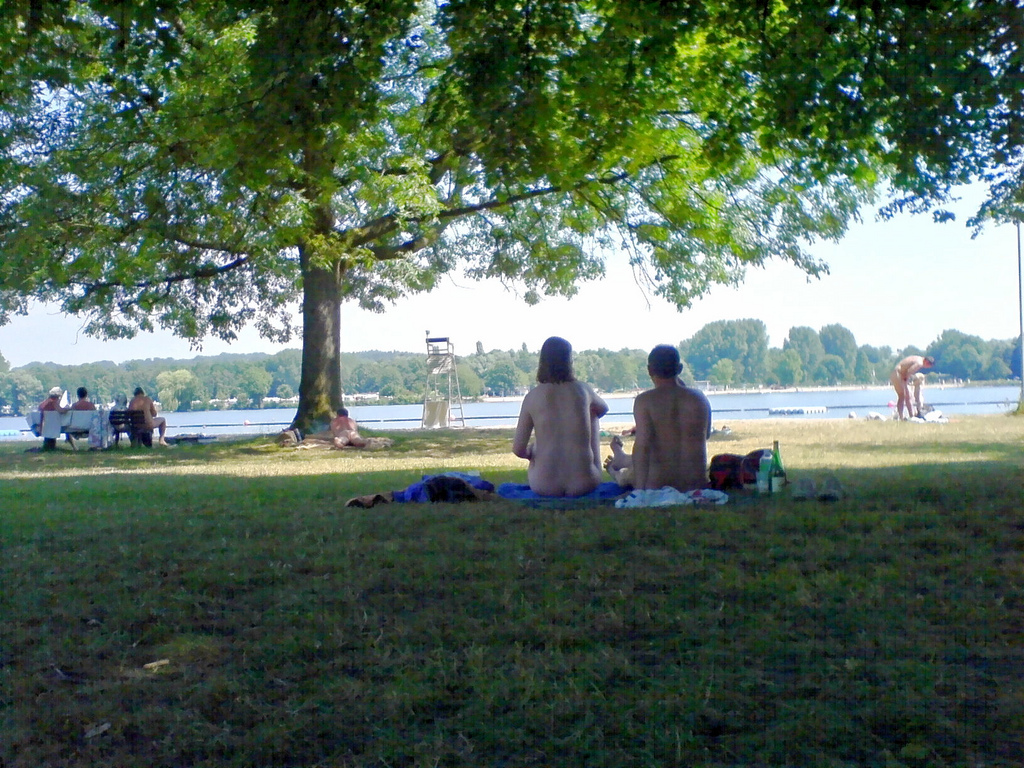
Área pública de recreação naturista no Lago Unterbach; Strandbad Süd, Düsseldorf-Unterbach, Alemanha

No final do século XIX na Alemanha, a ideia de remover todas as roupas em um ambiente ao ar livre para se libertar era revolucionária. O naturismo alemão (Freikörperkultur, FKK) fazia parte do movimento Lebensreform e do movimento juvenil Wandervogel de 1896, de Steglitz, Berlim, que promovia ideias de aptidão física e vigor. Ao mesmo tempo, médicos do movimento de cura natural usavam a helioterapia, tratando doenças como tuberculose, raquitismo, reumatismo e escrófula com exposição à luz solar.
No início do século XX, o movimento naturista alemão olhou para a Escandinávia como modelo. O termo "cultura nua" (Nacktkultur) refere-se a uma rede de mais de 200 associações ou clubes na Alemanha que promovem a recreação nua como uma forma de conectar o indivíduo à natureza. O termo foi cunhado em 1902 por Heinrich Pudor, que publicou um tratado de três volumes em 1906, conectando nudismo, vegetarianismo e reforma social. No entanto, suas raízes podem remontar à década de 1870. Seus principais promotores foram Karl Wilhelm Diefenbach, Richard Ungewitter, Heinrich Pudor, Hans Surén [de] e Adolf Koch. A Alemanha publicou o primeiro periódico sobre nudismo entre 1902 e 1932. O movimento naturista alemão teve o cuidado de deserotizar o corpo nu, que não era considerado sexualmente provocativo em si. Em vez disso, acreditava-se que a civilização nos havia ensinado a considerar a nudez como algo sexual.
O movimento naturista se consolidou na Alemanha a partir da década de 1920, mais do que em qualquer outro país. Foi retratado como um agente de saúde e também ganhou destaque por seus ideais utópicos. Foi politizado por socialistas radicais que acreditavam que levaria à desagregação da sociedade e à ausência de classes. Tornou-se associado ao pacifismo. Em 1926, Adolf Koch fundou uma Escola de Cultura Física onde exercícios mistos eram realizados nus, incluindo exercícios ao ar livre e outros regimes de condicionamento físico ao ar livre, como parte de um programa de "higiene física". Em 1929, a escola de Berlim sediou o primeiro Congresso Internacional sobre Nudez.
O movimento naturista na Alemanha também via a nudez como algo que servia aos objetivos de "higiene racial" e eugenia. Durante a era da Gleichschaltung Nacional-Socialista, o naturismo se beneficiou do reconhecimento oficial e do patrocínio por seus benefícios à saúde e foi perseguido, pois as autoridades discutiam sobre o conceito de cultura do nu (Nacktkultur). Em março de 1933, o Ministro do Interior prussiano, Hermann Göring, aprovou leis limitando o nudismo misto, como uma reação ao que ele considerava a crescente imoralidade do estado de Weimar. Em janeiro de 1934, o Reichmeister do Interior, Wilhelm Frick, aprovou decretos restringindo o naturismo devido a temores de que ele fosse um ambiente propício para marxistas e homossexuais.
No entanto, a proibição não significou o fim do nudismo, pois contava com algum apoio dos líderes da SS. A proibição do Reichmeister de Frick durou um mês. Em um ano, o nudismo voltou a ser praticado com total apoio estatal. As regras foram finalmente suavizadas em julho de 1942. No entanto, todos os clubes de naturismo tinham que se registrar na Kraft durch Freude, o que significava excluir judeus e comunistas. Além disso, tinham que manter todas as atividades bem afastadas do campo, para que não houvesse praticamente nenhuma chance de serem vistos por outras pessoas.

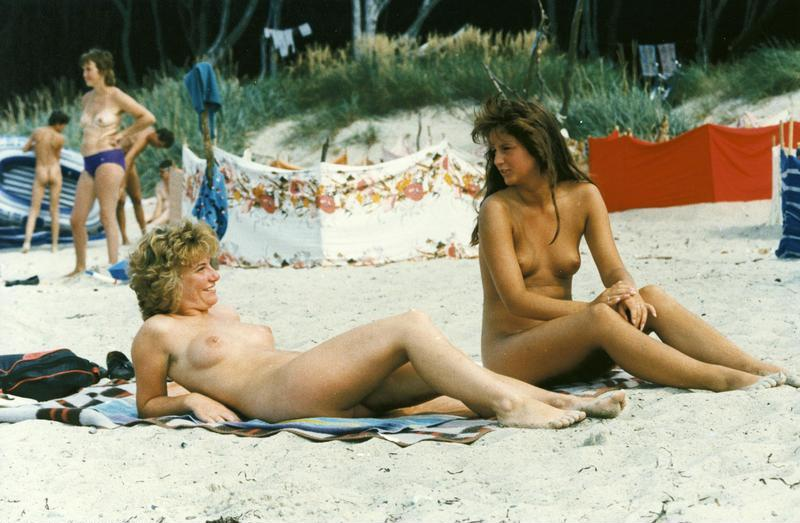
Jovens mulheres da Alemanha Oriental em uma praia naturista em 1988

Após a guerra, os alemães orientais passaram a ter liberdade para praticar nudismo, principalmente em praias, e não em clubes (organizações privadas eram consideradas potencialmente subversivas pelo governo). Os nudistas se tornaram um elemento importante na política de esquerda alemã. A subseção Proletarische Freikörperkulturbewegung do Movimento Naturista Proletário da Organização Esportiva dos Trabalhadores tinha 60.000 membros. A popularidade do naturismo na Alemanha Oriental também se deveu, em parte, ao fato de a religião desempenhar um papel menor naquela sociedade. Após a reunificação alemã, objeções ao naturismo nas praias do Mar Báltico, na fronteira entre a Alemanha e a Polônia, surgiram entre a população predominantemente católica da Polônia.
Na Alemanha Ocidental, e hoje na Alemanha unificada, há muitos clubes, parques e praias abertos aos naturistas. Desde a reunificação, no entanto, a nudez se tornou menos comum na antiga zona oriental. Passar férias na França mediterrânea no grande resort de Cap d'Agde também se tornou popular entre os alemães quando foi inaugurado no final da década de 1960, e os alemães são normalmente os estrangeiros mais vistos em praias de nudismo por toda a Europa.

## Instalações
Existem cerca de 147 sociedades naturistas/FKK na Alemanha que fazem parte da Deutscher Verband für Freikörperkultur (Associação Alemã para a Cultura do Corpo Livre) nacional, com mais 14 sociedades afiliadas em Kärnten, Áustria, juntamente com uma infinidade de praias oficiais e zonas FKK em parques da cidade.

### Nacktwandern
Caminhadas organizadas de nudismo em áreas rurais abertas são uma atividade recreativa naturista popular na Alemanha, chamada Nacktwandern.

#### Citações
1. 1 2  Loxton, Richard (2019). «Why Germany's nudist culture remains refreshing». Deutsche Welle (em inglês). Bonn. Consultado em 12 de janeiro de 2022
2. 1 2  Choin 2002.
3. 1 2  Becker, Claudia (6 de agosto de 2013). «Geschichte, FKK in Deutschland: Nacktgymnastik ist die beste Triebsteuerung» History, FKK in Germany: Nude gymnastics is the best drive control. Die Welt (em alemão). Berlin. Consultado em 3 de março de 2022
4. 1 2 3 4 5 6  Petra Märlender. «Nudity is Considered Quite Normal Nowadays». Goethe Institut. Consultado em 5 de setembro de 2019
5. 1 2  Anderson 2014.
6. 1 2  Toepfer 1997.
7. ↑  Toepfer 1997, pp. 37–38.
8. ↑  Toepfer 1997, pp. 33–35.
9. ↑  Toepfer 1997, pp. 35–36.
10. ↑  Oosterhuis 1992.
11. ↑  Hau 2003.
12. ↑  Ross 2005.
13. ↑  Choin 2002, p. 160–165.
14. ↑  «Naturist societies Addresses». Consultado em 12 de fevereiro de 2014. Arquivado do original em 16 de março de 2016
15. ↑  «FKK in Deutschland». nacktbaden.de (em alemão). Consultado em 12 de fevereiro de 2014. Arquivado do original em 8 de fevereiro de 2007
16. ↑  «FKK Wandern 2013» FKK Hiking 2013. Deutscher Verband für Freikörperkultur (em alemão). Consultado em 12 de fevereiro de 2014. Arquivado do original em 4 de março de 2016
17. ↑  Pensold, Nadine (8 de julho de 2013). «Nackt durch die Natur» Naked in Nature. Märkische Allgemeine Zeitung (em alemão). Potsdam. Consultado em 28 de março de 2018. Arquivado do original em 27 de julho de 2013

Bibliografia
- Anderson, Howard (2014). Why Nude?: Thoughts and Reflections on Social Nudity. [S.l.]: RFI Technical Services. ISBN 978-0-9572432-3-1
- Choin, Mireille (2002). Wereldgids naturisme 2002-2003 World naturist handbook 2002-2003 (em neerlandês) 26 ed. Diegem, Belgium: Wolters Kluwer. ISBN 978-90-5583-833-2. OCLC 66965885
- Hau, Michael (2003). The Cult of Health and Beauty in Germany: A Social History, 1890-1930. [S.l.]: University of Chicago Press. ISBN 978-0-226-31974-2
- Oosterhuis, Harry (1992). Homosexuality and male bonding in pre-Nazi Germany: the youth movement, the gay movement, and male bonding before Hitler's rise : original transcripts from Der Eigene, the first gay journal in the world. Traduzido por Hubert Kennedy. [S.l.]: Harrington Park Press. ISBN 9781560230083
- Ross, Chad (2005). Naked Germany: health, race and the nation. [S.l.]: Berg. ISBN 978-1-85973-861-0
- Toepfer, Karl Eric (1997). Empire of Ecstasy: Nudity and Movement in German Body Culture, 1910-1935. [S.l.]: University of California Press. ISBN 978-0-520-91827-6